# Audumla

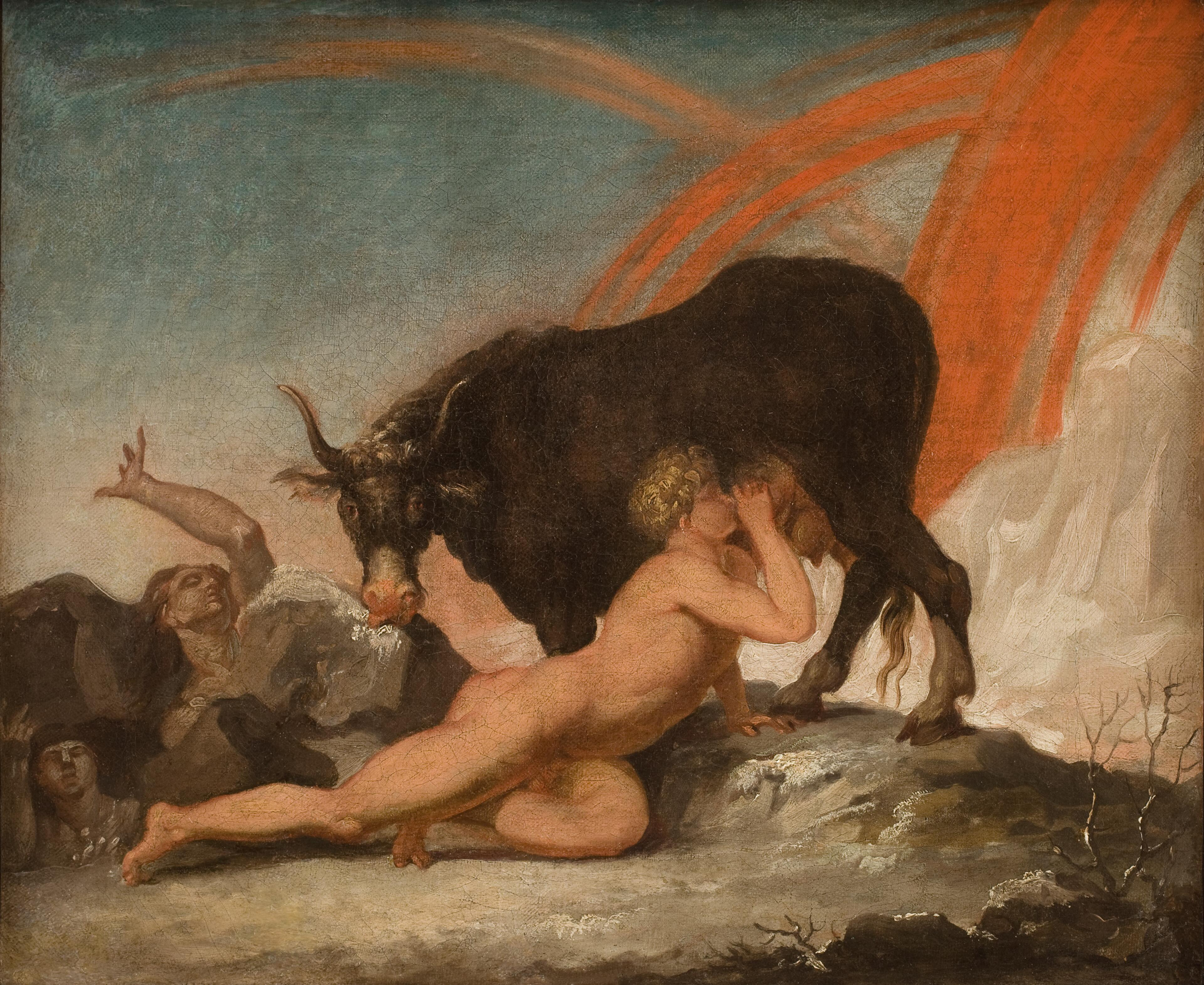
Audhumla.

En la mitologia escandinava Audumla (norrè occidental antic: Auðumla o Auðhumla) és la vaca gegant que va aparèixer en fondre's el gel en topar l'escalfor de Múspel amb el fred de Niflheim. De les seves mamelles en sortien quatre rajos de llet que alimentaven Imi mentre dormia. S'alimentava de llepar les roques de gebre, que eren salades i un dia va trobar colgat en Buri que, llepant, llepant, va trigar tres dies a desenterrar.